# 豊前発電所
豊前発電所（ぶぜんはつでんしょ）は福岡県豊前市大字八屋2463-9にある九州電力の石油火力発電所。

## 概要
1977年12月に1号機が運転を開始、2号機までが建設された。宇島港周辺の工業地帯の中にあり、発電所の煙突は近隣の市町からも確認できる。
2011年3月11日に発生した福島第一原子力発電所事故の影響により、九州電力管内の原子力発電所は順次運転停止となり電力供給力が低下したため、小型電源が新設された。
1号機は2019年6月に廃止。
2号機は2018年度から計画停止。
2026年3月、廃止予定。

## 発電設備
- 総出力：50.36万kW

2号機（2018年度から計画停止）
定格出力：50万kW
使用燃料：重油、原油
営業運転開始：1980年6月6日
ディーゼル1号機～ディーゼル3号機
発電方式：ディーゼル発電方式（内燃力発電）
定格出力：0.12万kW × 3台
使用燃料：軽油
営業運転開始：2012年7月18日

## 廃止された発電設備
1号機
定格出力：50万kW
使用燃料：重油、原油
営業運転期間：1977年12月9日～2019年6月

## その他
当発電所敷地の西側には、かつて築上発電所（石炭火力。1952年に1号機が、1955年に2号機が完成）が設置されていたが、当発電所の完成に伴い1977年に廃止となった。